# Onitis uncinatus
Onitis uncinatus es una especie de escarabajo del género Onitis, familia Scarabaeidae. Fue descrita científicamente por Klug en 1855.
Se distribuye por la región afrotropical. Habita en Etiopía, República Democrática del Congo, Uganda, Angola, Kenia, Ruanda, Burundi, Tanzania, Zimbabue, Mozambique, Namibia, Botsuana, República de Sudáfrica (Gauteng, Mpumalanga, Cabo Norte, KwaZulu, Limpopo).